# Kurt Christensen
Kurt Christensen (Odense, 26 aprile 1937 – 29 agosto 2022) è stato un calciatore danese, di ruolo centrocampista.
Era soprannominato Flipper.

## Carriera
Arrivò all'Atalanta dall'Odense nella stagione 1961-1962, restandovi per un triennio. Con i neroazzurri fatica a trovare spazio, venendo così ceduto alla Lazio prima ed al Catania poi, società con la quale termina la sua esperienza calcistica italiana prima di tornare in patria, sempre all'Odense.

## Palmarès

### Club

#### Competizioni nazionali
- 2. Division: 1

Odense: 1957
- Campionato danese: 1

B 1909: 1959
- Coppa Italia: 1

Atalanta: 1962-1963